# Eadburh
Eadburh, död efter år 802, var en anglosaxisk drottning av Wessex.
Hon var dotter till Offa av Mercia och Cynethryth och gift med kung Beorhtric av Wessex. Hon flydde till Frankrike efter Beorhtrics död 802 efter att det ryktades att hon hade förgiftat honom. Hon ska ha mottagit ett frieri av Karl den store, men tackat nej. 
Hon blev sedan abbedissa i ett frankiskt kloster i Pavia, men uteslöts efter att ha haft en sexuell relation. Hon tillbringade sina sista år som tiggare och hemlös i Pavia.